# Njurbäckeninflammation
Njurbäckeninflammation eller pyelonefrit uppstår som regel till följd av en urinvägsinfektion som försvårats och spritt sig.
Vanligtvis är inflammationen inte avgränsad specifikt till njurbäckenet utan även andra delar av njuren kan vara drabbade. Detta gör att pyelonefrit i praktiken betyder njurinflammation. 
Inflammationen beror på uppåtstigande infektioner i njuren och de övre urinvägarna. Bakåtflödande urin och hinder i urinröret ökar risken för pyelonefrit. Vid pyelonefrit insjuknar den drabbade först i en nedre urinvägsinfektion, sedan kommer ryggsmärtor, feber, frossa och ibland kräkningar. Man är också uttorkad och beröringsöm över njurarna. 
Koffein, alkohol och andra rusmedel kan påverka din njurbäckeninflammation på dåliga sätt. Bland annat yrsel och minnesförluster är vanligt, både före och under medicinering. 
Sänka, mängden vita blodkroppar och CRP är förhöjda. Antibiotika ges vid misstanke om pyelonefrit. Drabbade män ska utredas vidare för att utesluta andra sjukdomar.